# Bidouredo
Bidouredo (llamada oficialmente Santiago de Bidouredo) es una parroquia y una aldea española del municipio de Monterroso, en la provincia de Lugo, Galicia.

## Organización territorial
La parroquia está formada por tres entidades de población:

### Entidades de población
Entidades de población que forman parte de la parroquia:
- A Moreira
- Bidouredo

### Despoblado
Despoblado que forma parte de la parroquia:
- A Pedriña

## Demografía

### Parroquia
| Gráfica de evolución demográfica de Bidouredo (parroquia) entre 2000 y 2020 |
|                                                                             |
| Datos según el nomenclátor publicado por el INE.                            |

### Aldea
| Gráfica de evolución demográfica de Bidouredo (aldea) entre 2000 y 2020 |
|                                                                         |
| Datos según el nomenclátor publicado por el INE.                        |